# 1892 en Grèce
Chronologie de la Grèce
- 1888
- 1889
- 1890
- 1891
- 1892
- 1893
- 1894
- 1895
- 1896

Cette page concerne les évènements survenus en 1892 en Grèce  :

## Évènement
- 29 mars : Début des travaux du canal de Corinthe.
- 15 mai : Élections législatives

## Naissance
- Kóstas Kotziás (el), maire d'Athènes.
- Strátis Myrivílis, écrivain.
- Spýros Papaloukás, peintre.
- Aristoménis Válvis (el), architecte.

## Décès
- Nikólaos Argyriádis (el), écrivain.
- Konstantínos Panórios (el), peintre.
- Alexandros Rizos Rangavis, diplomate.
- Dimítrios Válvis, personnalité politique.
- Ióannis Vitsáris (el), sculpteur.